# Polní biskup Polské armády
Polní biskup Polské armády je označení řádného ordináře Polního ordinariátu Polské armády.

## Seznam polních biskupů Polské armády

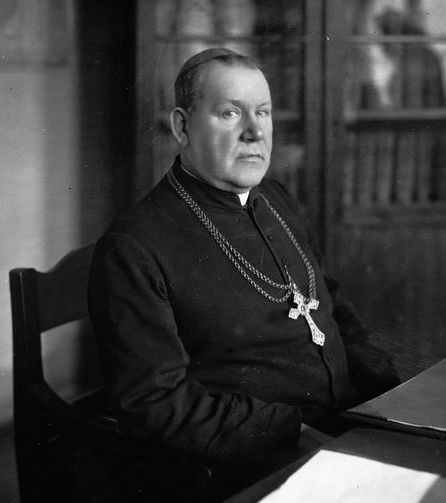
1.Stanisław Gall (1919–1933)
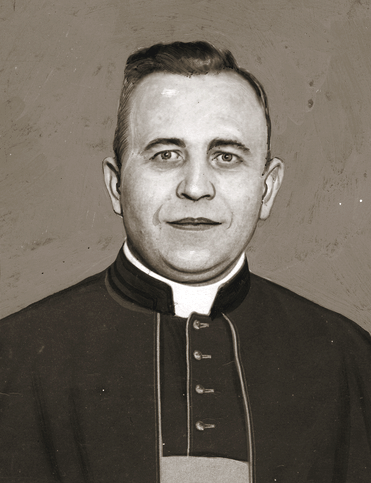
2.Józef Gawlina(1933–1947)
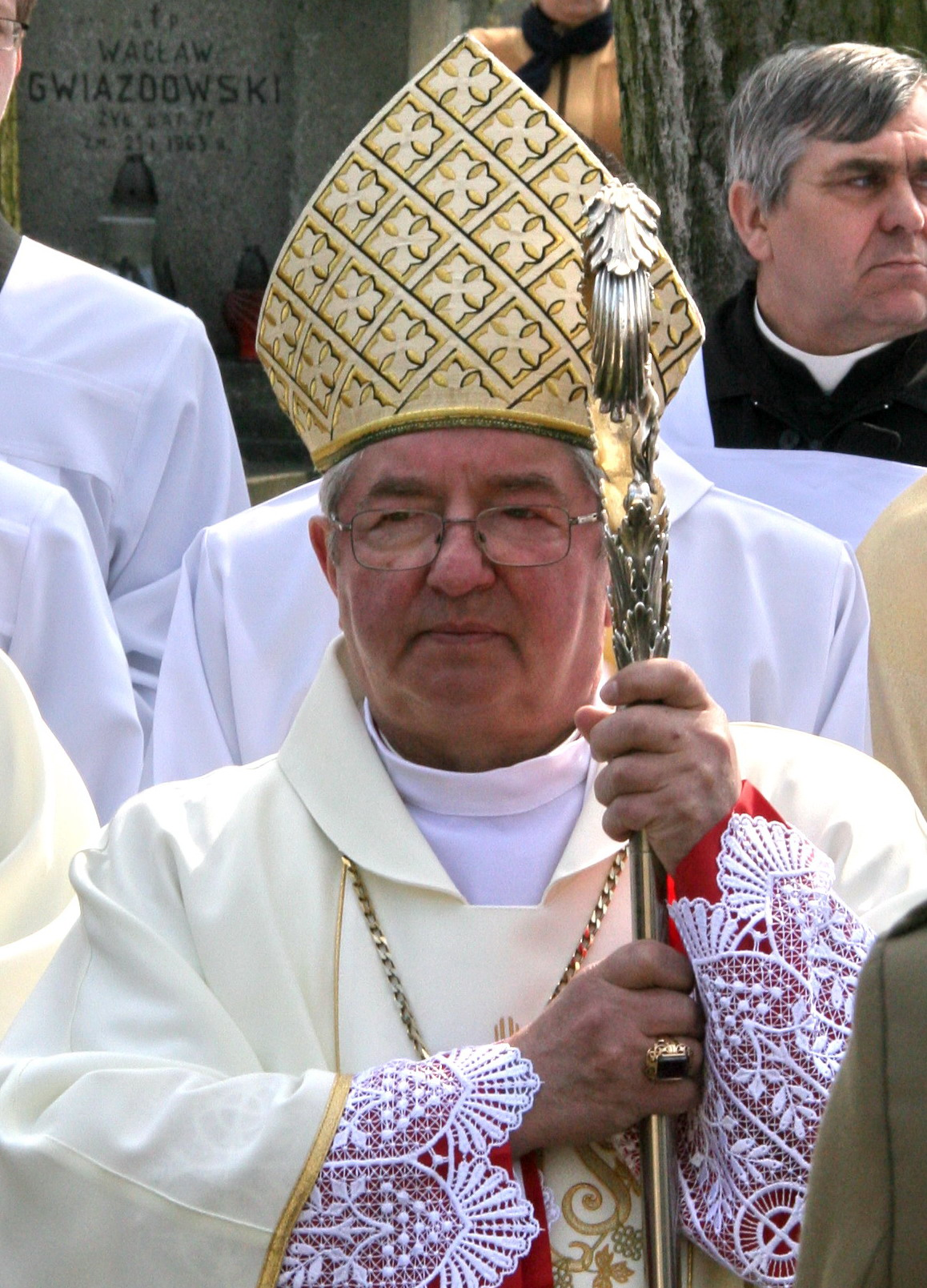
3.Sławoj Leszek Głódź(1991–2004)
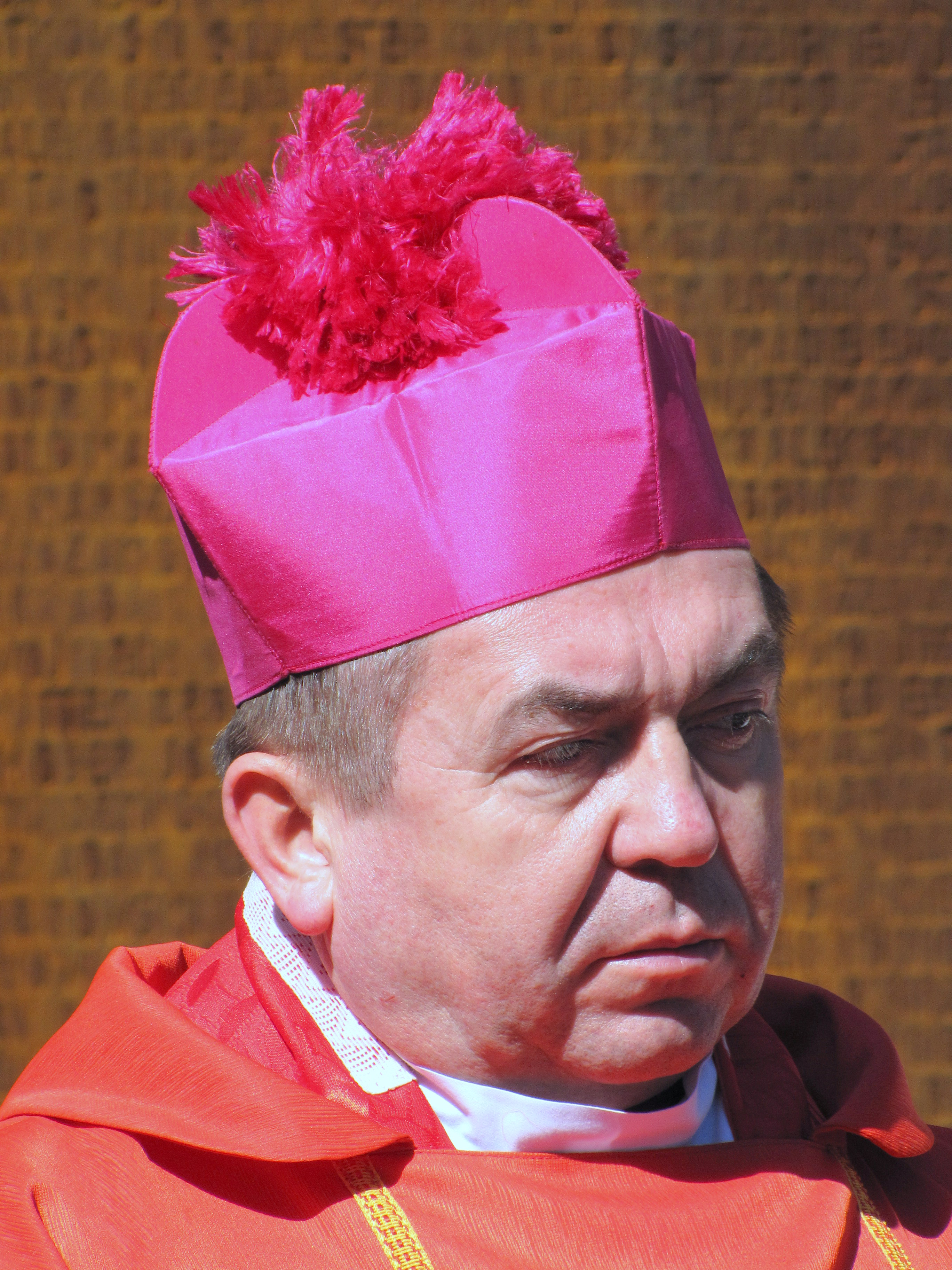
4.Tadeusz Płoski(2004–2010)
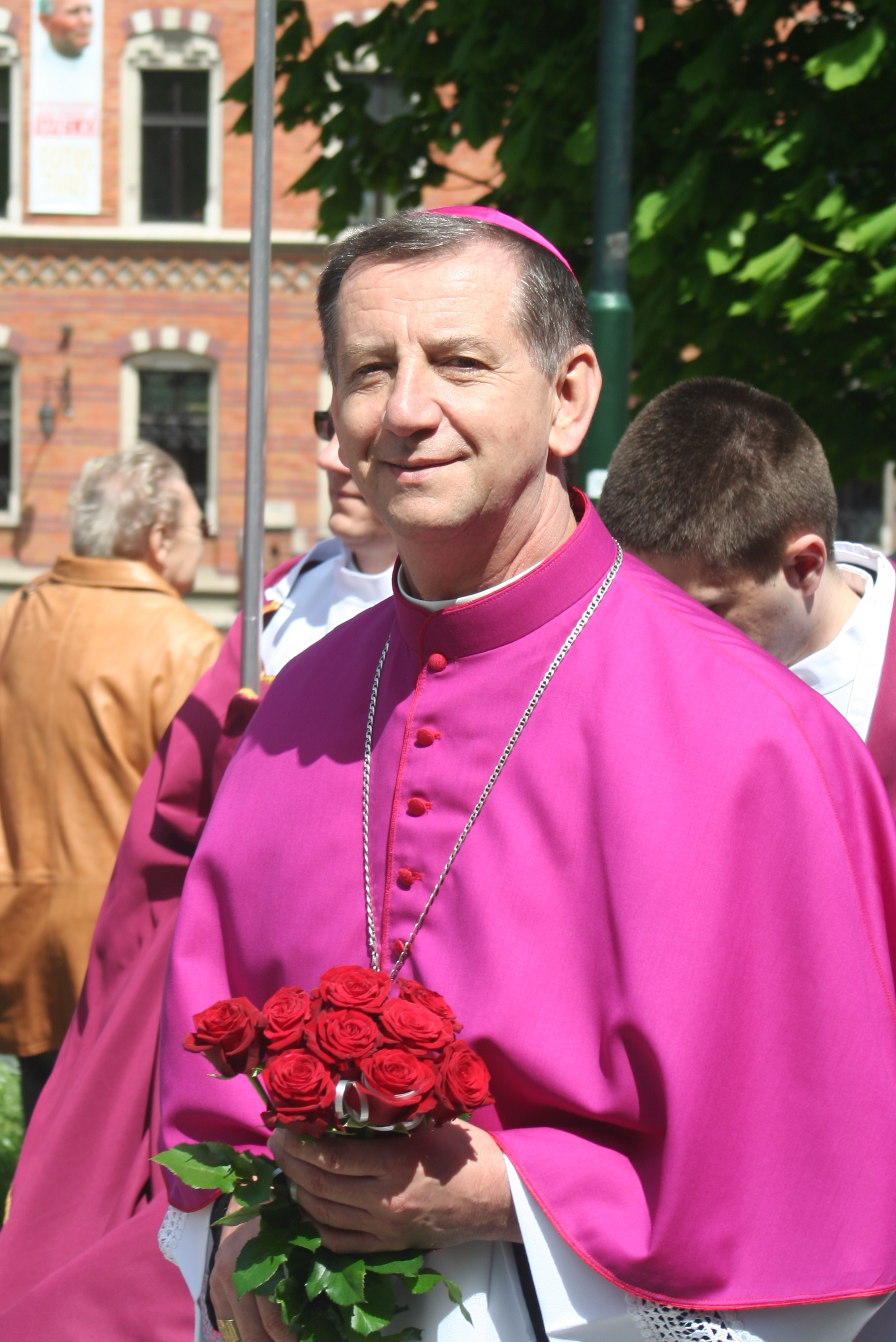
5.Józef Guzdek(2010–2021)
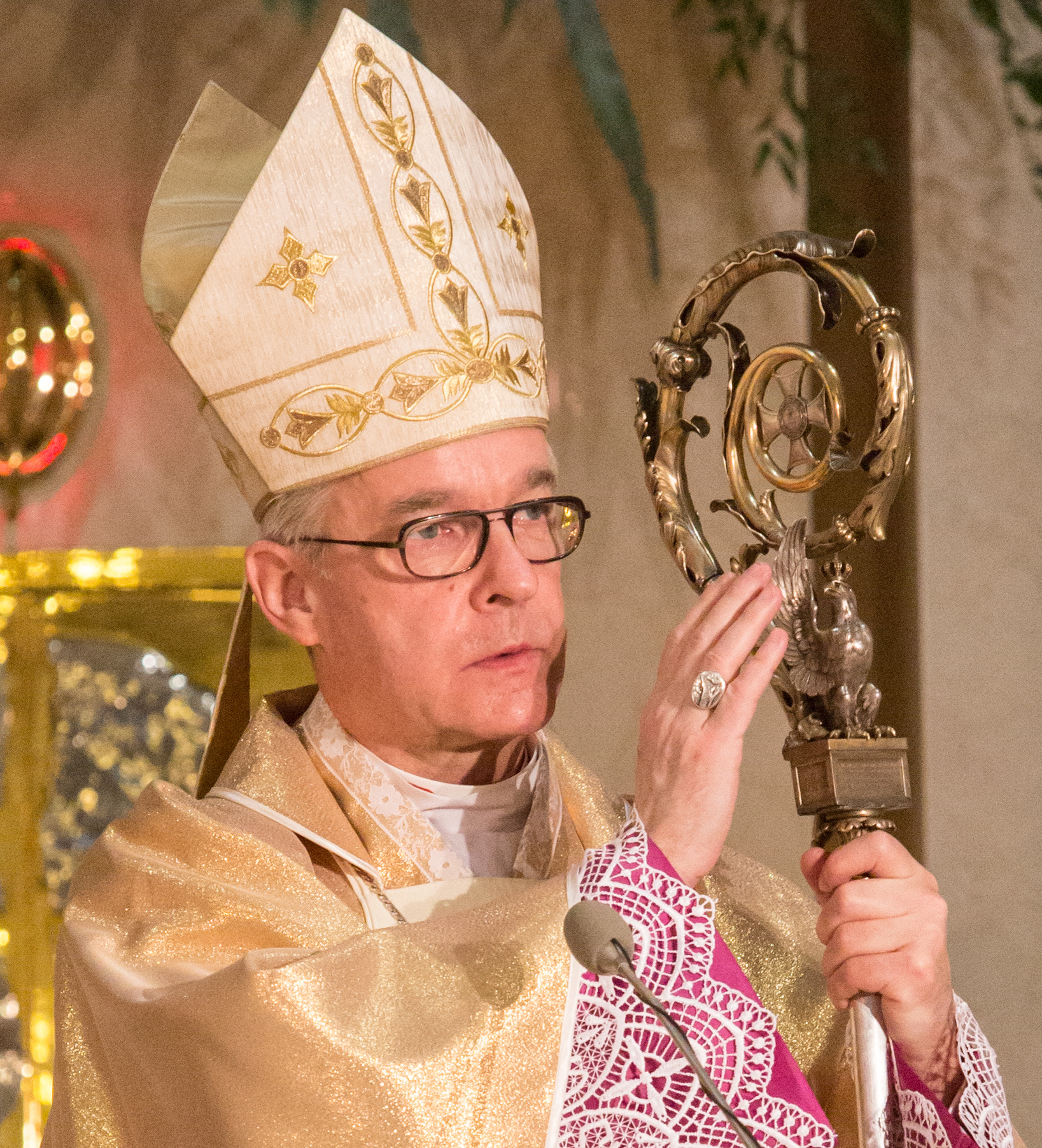
6.Wiesław Lechowicz(od 2022)